# Cratere Darline
Darline  è un cratere sulla superficie di Venere.